# John Murphy (prêtre)
Pour les articles homonymes, voir John Murphy.
John Murphy, né vers 1753 à Tincurry dans le Comté de Wexford et mort le 26 juin 1798 à Tullow, est un patriote et un prêtre irlandais. Il est un des chefs de la rébellion irlandaise de 1798 à Wexford qui a été exécuté par les militaires britanniques.

## Biographie
John Murphy est né vers 1753 à Tincurry dans le comté de Wexford. Il est le fils d'un petit fermier. Il rentre dans les ordres, devenu prêtre assistant de la paroisse de Boulavogue, il acquiert une popularité considérable. Le 26 mai 1798, irrité des excès des soldats anglais, il lève l'étendard de la révolte dans le comté de Wexford. Il bat la gendarmerie, puis la milice de Cork, s'empare de Camolin et de Ferns, il marche sur Wexford, qui se rend, et bat le colonel Walpole. Mais il se heurte bientôt au général Needham, qui lui inflige de fortes pertes. Il est contraint de battre en retraite sur Wexford, il essaye de soulever Carlow et Kilkeenny et pille Castlecomer. Le 26 juin, il est atteint par le général Asgill, qui le défait complètement. Fait prisonnier, il est ce même jour pendu et décapité à Tullow puis son corps est brûlé.